# Gentianella cernua x sulphurea
Gentianella cernua x sulphurea là một loài thực vật có hoa trong họ Long đởm. Loài này được mô tả khoa học đầu tiên.